# Milaine Thériault
Milaine Thériault (* 14. November 1973 in Moncton, New Brunswick) ist eine ehemalige kanadische Skilangläuferin.

## Werdegang
Thériault trat international erstmals bei den Junioren-Skiweltmeisterschaften 1993 in Harrachov in Erscheinung. Dort belegte sie den 60. Platz über 15 km Freistil und den 59. Rang über 5 km klassisch. Bei den Nordischen Skiweltmeisterschaften 1995 in Thunder Bay errang sie den 48. Platz über 15 km klassisch. Ihr erstes Rennen im Continental-Cup lief sie im April 1995 in Vernon, welches sie auf dem fünften Platz über 30 km Freistil beendete. Im folgenden Jahr holte sie mit zwei ersten Plätzen ihre ersten Siege in dieser Rennserie. Bei den Nordischen Skiweltmeisterschaften 1997 in Trondheim belegte sie den 70. Platz über 5 km klassisch, den 58. Rang in der Verfolgung und den 47. Platz über 30 km klassisch. Zudem errang sie dort den 14. Platz zusammen mit Beckie Scott, Sara Renner und Jaime Fortier in der Staffel. Bei ihrer ersten Olympiateilnahme bei den Olympischen Winterspielen 1998 in Nagano kam sie auf den 59. Platz über 15 km klassisch, auf den 56. Rang in der Verfolgung und auf den 54. Platz über 5 km klassisch. Außerdem kam sie dort auf den 16. Rang zusammen mit Beckie Scott, Sara Renner und Jaime Fortier in der Staffel. In der Saison 1998/99 holte sie fünf Siege im Continental-Cup und belegte bei den Nordischen Skiweltmeisterschaften 1999 in Ramsau am Dachstein den 60. Platz über 5 km klassisch, den 41. Rang über 30 km klassisch und zusammen mit Beckie Scott, Amanda Fortier und Nancy Dassie den 15. Platz in der Staffel. Zu Beginn der Saison 2000/01 holte sie in Soldier Hollow mit dem 17. Platz in der Doppelverfolgung ihre ersten Weltcuppunkte und mit dem zweiten Rang in der Staffel ihre einzige Podestplatzierung im Weltcup. Es folgten zwei Ergebnisse in den Punkterängen und zum Saisonende den 73. Platz im Gesamtweltcup. Beim Saisonhöhepunkt, den Nordischen Skiweltmeisterschaften 2001 in Lahti, kam sie auf den 34. Platz über 10 km klassisch, auf den 28. Rang im Sprint, sowie auf den 25. Platz über 15 km klassisch. Zudem wurde sie dort zusammen mit Beckie Scott, Jaime Fortier und Sara Renner Sechste in der Staffel. In der Saison 2001/02 erreichte sie in Asiago mit Platz acht im Sprint ihr bestes Einzelergebnis und mit dem 60. Rang im Gesamtweltcup ihr bestes Gesamtergebnis im Weltcup. Ihre besten Resultate bei den Olympischen Winterspielen im Februar 2002 in Salt Lake City waren der 23. Platz über 10 km klassisch und zusammen mit Sara Renner, Amanda Fortier und Beckie Scott der achte Rang in der Staffel.
In der Saison 2004/05 siegte Thériault viermal im Nor-Am-Cup lief bei den Nordischen Skiweltmeisterschaften 2005 in Oberstdorf auf den 37. Platz im 30-km-Massenstartrennen, auf den 34. Rang im Skiathlon, sowie auf den 21. Platz im Sprint. In der folgenden Saison errang sie in Canmore mit dem 21. Platz im 15-km-Massenstartrennen letztmals Weltcuppunkte und belegte bei den Olympischen Winterspielen 2006 in Turin den 54. Platz im Skiathlon, den 46. Rang über 10 km klassisch und zusammen mit Sara Renner, Amanda Ammar und Beckie Scott den zehnten Platz in der Staffel. Im Jahr 2007 gewann sie den Merino Muster und im Jahr 2008 beim Gatineau Loppet das Freistilrennen. In ihrer letzten aktiven Saison 2008/09 holte sie zwei Siege im Australia/New Zealand-Cup und einen im Nor-Am-Cup und errang damit den achten Platz in der Gesamtwertung des Nor-Am-Cup und den vierten Platz in der Gesamtwertung des Australia/New Zealand-Cups.

## Siege bei Continental-Cup-Rennen
| Nr. | Datum             | Ort               | Disziplin                   | Serie                     |
| --- | ----------------- | ----------------- | --------------------------- | ------------------------- |
| 1.  | 18. Februar 1996  | Giants Ridge      | 5 km Freistil               | Continental-Cup           |
| 2.  | 2. April 1996     | Wilson            | 5 km klassisch              | Continental-Cup           |
| 3.  | 28. März 1998     | Mount Shark       | 30 km klassisch             | Continental-Cup           |
| 4.  | 28. November 1998 | Vernon            | 5 km klassisch              | Continental-Cup           |
| 5.  | 29. November 1998 | Vernon            | 5 km Freistil               | Continental-Cup           |
| 6.  | 11. Dezember 1998 | Canmore           | 5 km klassisch              | Continental-Cup           |
| 7.  | 16. Dezember 1998 | Kimberley         | 5 km Freistil               | Continental-Cup           |
| 8.  | 29. Januar 1999   | Lake Placid       | 5 km Freistil               | Continental-Cup           |
| 9.  | 11. Dezember 1999 | Silver Star       | 5 km klassisch              | Continental-Cup           |
| 10. | 12. Dezember 1999 | Silver Star       | 10 km Freistil              | Continental-Cup           |
| 11. | 18. Dezember 1999 | Canmore           | 7,5 km Verfolgung           | Continental-Cup           |
| 12. | 17. Dezember 2000 | Val Cartier       | 10 km klassisch             | Continental-Cup           |
| 13. | 12. Dezember 2003 | Calgary           | 5 km Freistil               | Continental-Cup           |
| 14. | 18. Dezember 2003 | Kelowna           | 5 km Freistil               | Continental-Cup           |
| 15. | 11. Dezember 2004 | Forêt Montmorency | 5 km klassisch              | Nor-Am-Cup                |
| 16. | 12. Dezember 2004 | Forêt Montmorency | 15 km Freistil              | Nor-Am-Cup                |
| 17. | 18. Dezember 2004 | Mont Sainte-Anne  | 10 km klassisch Massenstart | Nor-Am-Cup                |
| 18. | 19. Dezember 2004 | Mont Sainte-Anne  | 10 km Freistil              | Nor-Am-Cup                |
| 19. | 14. August 2008   | Snow Farm         | 10 km klassisch Massenstart | Australia/New Zealand-Cup |
| 20. | 17. August 2008   | Snow Farm         | 5 km Freistil               | Australia/New Zealand-Cup |
| 21. | 5. Januar 2009    | Canmore           | 15 km Verfolgung            | Nor-Am-Cup                |

## Teilnahmen an Weltmeisterschaften und Olympischen Spielen

### Olympische Spiele
- 1998 Nagano: 16. Platz Staffel, 54. Platz 5 km klassisch, 56. Platz 10 km Verfolgung, 59. Platz 15 km klassisch
- 2002 Salt Lake City: 8. Platz Staffel, 23. Platz 10 km klassisch, 31. Platz Sprint Freistil, 31. Platz 30 km klassisch, 33. Platz 10 km Doppelverfolgung
- 2006 Turin: 10. Platz Staffel, 46. Platz 10 km klassisch, 54. Platz 15 km Skiathlon

### Nordische Skiweltmeisterschaften
- 1995 Thunder Bay: 48. Platz 15 km klassisch
- 1997 Trondheim: 14. Platz Staffel, 47. Platz 30 km klassisch, 58. Platz 10 km Verfolgung, 70. Platz 5 km klassisch
- 1999 Ramsau am Dachstein: 15. Platz Staffel, 41. Platz 30 km klassisch, 60. Platz 5 km klassisch
- 2001 Lahti: 6. Platz Staffel, 25. Platz 15 km klassisch, 28. Platz Sprint Freistil, 34. Platz 10 km klassisch
- 2005 Oberstdorf: 21. Platz Sprint klassisch, 34. Platz 15 km Skiathlon, 37. Platz 30 km klassisch Massenstart

## Weltcup-Gesamtplatzierungen
| Saison  | Gesamt | Gesamt | Distanz | Distanz | Sprint | Sprint |
| Saison  | Punkte | Platz  | Punkte  | Platz   | Punkte | Platz  |
| ------- | ------ | ------ | ------- | ------- | ------ | ------ |
| 2000/01 | 21     | 73.    | -       | -       | 1      | 82.    |
| 2001/02 | 38     | 60.    | -       | -       | 36     | 39.    |
| 2004/05 | 7      | 89.    | -       | -       | 7      | 65.    |
| 2005/06 | 17     | 81.    | 11      | 70.     | 6      | 73.    |